# Cours toujours
Pour plus de détails, voir Fiche technique et Distribution.
Cours toujours est un film français réalisé par Dante Desarthe, sorti en 2000.

## Synopsis
Pendant la visite du Pape à Paris lors des Journées mondiales de la jeunesse en 1997, Jonas, un jeune père juif apprend qu'il doit enterrer le prépuce de son premier né. Loufoque et simple en apparence, cette mission devient pour lui impossible, et se transforme en cauchemar.

## Commentaires
- Des rebondissements en cascade pour un film dont le schéma ressemble à celui de After Hours, de Martin Scorsese.
- Ce rituel très particulier et ses conséquences est un prétexte pour un questionnement sur la paternité.
- On peut y voir aussi un commentaire sur l'histoire biblique de Jonas qui fuit sa mission.
- Le film existe en DVD aux États-Unis sous le titre Dad on the run.

## Fiche technique
- Réalisation : Dante Desarthe
- Scénario : Agnès Desarthe, Dante Desarthe et Fabrice Guez
- Production : Fabrice Guez et Marin Karmitz
- Photographie : Laurent Machuel
- Montage : Martine Rousseau
- Musique : Krishna Levy, David Lascot et Bratsch
- Caméra : Laurent Machuel
- Son : Dominique Lacour, Olivier Do Huu
- Format : 1,66:1 - Dolby SRD - couleur
- Durée : 84 minutes
- Pays :  France
- Langue : français
- Date de sortie : 
  - France : 19 janvier 2000

## Distribution
- Clément Sibony : Jonas
- Rona Hartner : Nina
- Marie Desgranges : Marie
- Isaac Sharry : Paco
- Gilbert Lévy : Maurice
- Emmanuelle Devos : Sophie
- Rosa Barenfeld : Mémé
- Edouard Montoute : Hervé
- Denis Sebbah : Thierry
- François Chattot : Trouillard
- Françoise Bertin : La mère de Trouillard
- Pierre Aknine : Norbert l'intellectuel
- Kev Adams  : Paco enfant
- Jean Badin : Le père de Jonas
- Frédéric Gélard : Le garçon de café

## Festivals
Projeté entre autres en Film d'ouverture du SFJFF (Festival de San Francisco), et au festival du film d'Humour de l'Alpe d'Huez. Plus généralement le film a sillonné la planète dans de nombreux festivals.